# Casa Laurens
Casa Laurens és una obra de Salardú al municipi de Naut Aran (Vall d'Aran) inclosa a l'Inventari del Patrimoni Arquitectònic de Catalunya.

## Descripció
Casa de planta rectangular, de planta, pis i golfes sota terrat amb balconada de fusta treballada a la façana principal. Correspon al tipus de casa senyorial de finals del s XVI (com la casa Paulet o casa Rosa). Destaquem les finestres tan característiques d'aquest moment: finestra creuada per un mainell i un travesser, fets de pedra amb decoració de motllures. Feta amb paret, fusta i pissarra pel teulat.